# Naresh Kumar
Pour les articles homonymes, voir Kumar.
Naresh Kumar (en hindi : नरेश कुमार ; en pendjabi : ਨਰੇਸ਼ ਕੁਮਾਰ ou نریش کُمار), né le 22 décembre 1928 à Lahore (Pendjab, Inde britannique) et mort le 14 septembre 2022 à Calcutta est un joueur de tennis indien.

## Carrière
Naresh Kumar a joué pour l'équipe d'Inde de Coupe Davis à 17 reprises de 1952 à 1960 aux côtés de Ramanathan Krishnan, tout en occupant le rôle de capitaine pendant six ans. Il reprend son poste de capitaine en 1989, remplaçant alors Vijay Amritraj. Mentor de Leander Paes, il lance ce dernier dans la compétition en 1990 face au Japon alors qu'il n'a que 16 ans. Paes remporte son match de double avec Zeeshan Ali 18-16 au 5e set. Il dirige sa dernière rencontre à l'occasion du quart de finale victorieux contre la France en 1993. Jaidip Mukerjea prend sa succession l'année suivante.
Il compte pour meilleur résultat dans les tournois du Grand Chelem un huitième de finale à Wimbledon en 1955 (défaite face à Tony Trabert) et un 3e tour à Roland-Garros en 1958.
Kumar a été commentateur sportif à la télévision, chroniqueur, homme d'affaires, collectionneur d'art ou encore éleveur de poissons.
Marié à l'auteur et artiste Sunita Kumar en 1961, il a trois enfants : Gita, Preah et Arjun.

## Palmarès
- 1952 : Championnat du Pays de Galles
- 1952 : Championnat d'Irlande
- 1953 : Championnat d'Irlande
- 1957 : Essex Championships
- 1958 : Wengen[6]

## Parcours dans les tournois duGrand Chelem

### En simple
| Année | Open d'Australie | Open d'Australie | Internationaux de France | Internationaux de France | Wimbledon       | Wimbledon         | US Open         | US Open     |
| ----- | ---------------- | ---------------- | ------------------------ | ------------------------ | --------------- | ----------------- | --------------- | ----------- |
| 1949  | —                | —                | —                        | —                        | 3e tour (1/16)  | Rolando Del Bello | 1er tour (1/64) | Arnold Saul |
| 1950  | —                | —                | —                        | —                        | 2e tour (1/32)  | Gardnar Mulloy    | —               | —           |
| 1951  | —                | —                | —                        | —                        | 1er tour (1/64) | Herbert Flam      | —               | —           |
| 1952  | —                | —                | —                        | —                        | 1er tour (1/64) | Dick Savitt       | —               | —           |
| 1953  | —                | —                | —                        | —                        | 1er tour (1/64) | Jack Arkinstall   | —               | —           |
| 1954  | —                | —                | 1er tour (1/64)          | Philippe Washer          | 3e tour (1/16)  | Budge Patty       | —               | —           |
| 1955  | —                | —                | —                        | —                        | 1/8 de finale   | Tony Trabert      | —               | —           |
| 1956  | —                | —                | —                        | —                        | 2e tour (1/32)  | Orlando Sirola    | —               | —           |
| 1957  | —                | —                | 2e tour (1/32)           | Andrés Gimeno            | 2e tour (1/32)  | Vic Seixas        | —               | —           |
| 1958  | —                | —                | 3e tour (1/16)           | Antal Jancsó             | 2e tour (1/32)  | Isaías Pimentel   | —               | —           |
| 1959  | —                | —                | 2e tour (1/32)           | Budge Patty              | —               | —                 | —               | —           |
| 1960  | —                | —                | —                        | —                        | 1er tour (1/64) | Bob Mark          | —               | —           |
| 1961  | —                | —                | —                        | —                        | 1er tour (1/64) | Roy Emerson       | —               | —           |
| 1962  | —                | —                | —                        | —                        | 1er tour (1/64) | Rod Laver         | —               | —           |
| 1963  | —                | —                | —                        | —                        | 1er tour (1/64) | Gordon Forbes     | —               | —           |

N.B. : à droite du résultat se trouve le nom de l'ultime adversaire.